# Uruguay elnökeinek listája
Uruguay elnöki köztársaság, ahol az Elnök egy személyben államfő és kormányfő is. Az alábbi lista azon személyeket sorolja fel, akik 1830. november 6. óta – az 1830. évi Alkotmány hatályba lépése óta – az ország elnöki posztját betöltötték, kivéve azokat az "Elnököket", akik 1955 és 1967 között, az ország végrehajtó direktóriumaként működő Nemzeti Kormányzótanács vezetői voltak. A lista első elnöke Fructuoso Rivera, aki kétszer volt Elnök, egyszer pedig az Uruguayt 1853–54-ben irányító Triumvirátus tagja volt.
Uruguay elnökeinek legnagyobb része a Colorado Párthoz tartozott, egy hagyományosan konzervatív párt, amelyet Rivera alapított 1836-ban. Az első demokratikus elnökválasztást 1920-ban tartották.

## Uruguay tartományi kormányzói

### Keleti Tartomány (1814–1817)
A tartomány Río de la Plata Egyesült Tartományok része.
| № | Portré | Név (születés-halál)                | Hivatali idő        | Hivatali idő        | Megjegyzés                                                                                          |
| - | ------ | ----------------------------------- | ------------------- | ------------------- | --------------------------------------------------------------------------------------------------- |
| 1 |        | Nicolás Rodríguez Peña (1775–1853)  | 1814. július 9.     | 1814. augusztus 25. | Kormányzó. Gervasio Antonio de Posadas, Río de la Plata Egyesült Tartományok igazgatója nevezte ki. |
| 2 |        | Miguel Estanislao Soler (1783–1849) | 1814. augusztus 25. | 1815. február 25.   | Kormányzó.                                                                                          |
| 3 |        | Fernando Otorgués (1774–1831)       | 1815. február 26.   | 1815. július        | Kormányzó. José Gervasio Artigas nevezte ki.                                                        |
| 4 |        | Miguel Barriero (1789–1848)         | 1815. július        | 1817. január 20.    | Kormányzó. José Gervasio Artigas nevezte ki.                                                        |

### Ciszplatai Tartomány (1817–1828)
Miután Portugália meghódította a Banda Orientalt, a Keleti Tartomány a Portugália, Brazília és Algarve Egyesült Királysága része lett, 1822 után pedig a Brazil Császárságé.
| № | Portré | Név                                                        | Hivatali idő     | Hivatali idő        | Megjegyzés |
| - | ------ | ---------------------------------------------------------- | ---------------- | ------------------- | ---------- |
| 5 |        | Carlos Frederico Lecor (1764–1836)                         | 1817. január 20. | 1826. február 3.    | Kormányzó. |
| 6 |        | Francisco de Paula Magessi Tavares de Carvalho (1769–1847) | 1826. február 3. | 1828. augusztus 27. | Kormányzó. |

### Keleti Tartomány (1825–1828)
A Keleti Tartomány a floridai Kongresszusban kikiáltotta függetlenségét a Brazil Császárságtól és újraegyesült a Rio de la Plata Egyesült Tartományaival.
| № | Portré | Név                                | Hivatali idő         | Hivatali idő        | Megjegyzés                                     |
| - | ------ | ---------------------------------- | -------------------- | ------------------- | ---------------------------------------------- |
| 7 |        | Juan Antonio Lavalleja (1784–1853) | 1825. szeptember 19. | 1826. július 5.     | Kormányzó. A floridai Kongresszus nevezte ki.  |
| 8 |        | Joaquín Suárez (1781–1868)         | 1826. július 5.      | 1827. október 12.   | Kormányzó.                                     |
| 9 |        | Luis Eduardo Pérez (1774–1841)     | 1827. október 12.    | 1828. augusztus 27. | Kormányzó. Juan Antonio Lavalleja nevezte ki.. |

## A független Uruguay államfői

### Uruguay Keleti Állam kormánya és ideiglenes Főkapitánysága (1828–1830)
Az Előzetes Békekonvenció eredményeként a Keleti Tartomány elnyerte függetlenségét a Brazil Császárságtól és Rio de la Plata Egyesült Tartományoktól.
| №  | Portré | Név                                | Hivatali idő        | Hivatali idő       | Megjegyzés                                                                       |
| -- | ------ | ---------------------------------- | ------------------- | ------------------ | -------------------------------------------------------------------------------- |
| 9  |        | Luis Eduardo Pérez (1774–1841)     | 1828. augusztus 27. | 1828. december 1.  | Kormányzó és ideiglenes Főkapitány. Juan Antonio Lavalleja nevezte ki.           |
| 8  |        | Joaquín Suárez (1781–1868)         | 1828. december 1.   | 1828. december 22. | Kormányzó és ideiglenes Főkapitány. Az Általános Alkotmányozó Gyűlés nevezte ki. |
| 10 |        | José Rondeau (1775–1844)           | 1828. december 22.  | 1830. április 17.  | Kormányzó és ideiglenes Főkapitány. Az Általános Alkotmányozó Gyűlés nevezte ki. |
| 7  |        | Juan Antonio Lavalleja (1784–1853) | 1830. április 17.   | 1830. június 28.   | Kormányzó és ideiglenes Főkapitány. Az Általános Alkotmányozó Gyűlés nevezte ki. |

### Uruguay Keleti Állam (1830–1919)
Uruguay 1830. évi Alkotmánya hatályba lépett.
| №  | Portré            | Név                                   | Hivatali idő         | Hivatali idő                                 | Párt        | Megjegyzés |
| -- | ----------------- | ------------------------------------- | -------------------- | -------------------------------------------- | ----------- | --- |
| 7  |                   | Juan Antonio Lavalleja (1784–1853)    | 1830. június 28.     | 1830. október 24.                            | —           | Kormányzó és ideiglenes Főkapitány. Az Általános Alkotmányozó Gyűlés nevezte ki.                                     |
| 9  |                   | Luis Eduardo Pérez (1774–1841)        | 1830. október 24.    | 1830. november 6.                            | —           | Az uruguayi Szenátus elnöke, egyben a végrehajtó hatalom gyakorlója.                                                 |
| 10 |                   | Fructuoso Rivera (1784–1854)          | 1830. november 6.    | 1834. október 24.                            | Colorado    | Lemondott. |
| 11 |                   | Carlos Anaya (1777–1862)              | 1834. október 24.    | 1835. március 1.                             | Colorado    | A Szenátus elnöke, aki a végrehajtó hatalmat is gyakorolta.                                                          |
| 12 |                   | Manuel Oribe (1792–1857)              | 1835. március 1.     | 1838. október 24.                            | National    | Lemondott. |
| 13 |                   | Gabriel Antonio Pereira (1794–1861)   | 1838. október 24.    | 1839. március 1.                             | Colorado    | A Szenátus elnökeként gyakorolta a végrehajtó hatalmat is.                                                           |
| 10 |                   | Fructuoso Rivera (1784–1854)          | 1839. március 1.     | 1843. március 1.                             | Colorado    | |
| 12 |                   | Manuel Oribe (1792–1857)              | 1843. február 16.    | 1851. október 8.                             | National    | Az uruguayi polgárháború során magához ragadta a Cerrito Kormány elnöke.                                             |
| 8  |                   | Joaquín Suárez (1781–1868)            | 1843. március 1.     | 1852. február 15.                            | Colorado    | A Szenátus elnökeként gyakorolta a végrehajtó hatalmat is. Az uruguayi polgárháború idején a védelmi kormány elnöke. |
| 14 |                   | Bernardo Prudencio Berro (1803–1868)  | 1852. február 15.    | 1852. március 1.                             | National    | A Szenátus elnökeként gyakorolta a végrehajtó hatalmat is.                                                           |
| 15 |                   | Juan Francisco Giró (1791–1863)       | 1852. március 1.     | 1853. szeptember 25.                         | National    | Államcsínnyel eltávolították hivatalából.                                                                            |
| 16 |                   | Venancio Flores (1808–1868)           | 1853. szeptember 25. | 1854. március 12.                            | Colorado    | Triumvirátus. Fructuoso Rivera és Juan Antonio Lavalleja hivatalban meghaltak.                                       |
| 10 |                   | Fructuoso Rivera (1784–1854)          | 1853. szeptember 25. | 1854. január 13.                             | Colorado    | Triumvirátus. Fructuoso Rivera és Juan Antonio Lavalleja hivatalban meghaltak.                                       |
| 7  |                   | Juan Antonio Lavalleja (1784–1853)    | 1853. szeptember 25. | 1853. október 22.                            | —           | Triumvirátus. Fructuoso Rivera és Juan Antonio Lavalleja hivatalban meghaltak.                                       |
| 16 |                   | Venancio Flores (1808–1868)           | 1854. március 12.    | 1855. szeptember 10.                         | Colorado    | Lemondott. |
| 17 |                   | Luis Lamas (1807–1904)                | 1855. augusztus 29.  | 1855. szeptember 10.                         | Konzervatív | A Konzervatívok Lázadásakor magát elnöknek kiáltotta ki.                                                             |
| 18 |                   | Manuel Basilio Bustamante (1785–1863) | 1855. szeptember 10. | 1856. február 15.                            | Colorado    | A Szenátus elnökeként gyakorolta a végrehajtó hatalmat is.                                                           |
| 19 |                   | José María Plá (1794–1869)            | 1856. február 15.    | 1856. március 1.                             | Colorado    | A Szenátus elnökeként gyakorolta a végrehajtó hatalmat is.                                                           |
| 13 |                   | Gabriel Antonio Pereira (1794–1861)   | 1856. március 1.     | 1860. március 1.                             | Colorado    | |
| 14 |                   | Bernardo Prudencio Berro (1803–1868)  | 1860. március 1.     | 1864. március 1.                             | National    | |
| 20 |                   | Atanasio Cruz Aguirre (1801–1875)     | 1864. március 1.     | 1865. február 15.                            | National    | A Szenátus elnökeként gyakorolta a végrehajtó hatalmat is. Lemondott a brazil invázió után.                          |
| 21 |                   | Tomás Villalba (1805–1886)            | 1865. február 15.    | 1865. február 20.                            | National    | A Szenátus elnökeként gyakorolta a végrehajtó hatalmat is. Lemondott a brazil invázió után.                          |
| 16 |                   | Venancio Flores (1808–1868)           | 1865. február 20.    | 1868. február 15.                            | Colorado    | De facto elnök a brazil inváziót követően. Három évre magához ragadta az Ideiglenes Kormányzói posztot.              |
| 22 |                   | Pedro Varela (1837–1906)              | 1868. február 15.    | 1868. március 1.                             | Colorado    | A Szenátus elnökeként gyakorolta a végrehajtó hatalmat is.                                                           |
| 23 |                   | Lorenzo Batlle (1810–1887)            | 1868. március 1.     | 1872. március 1.                             | Colorado    | |
| 24 |                   | Tomás Gomensoro Albín (1810–1900)     | 1872. március 1.     | 1873. március 1.                             | Colorado    | A Szenátus elnökeként gyakorolta a végrehajtó hatalmat is.                                                           |
| 25 |                   | José Eugenio Ellauri (1834–1894)      | 1873. március 1.     | 1875. január 22.                             | Colorado    | Államcsínnyel lemondásra kényszerítették.                                                                            |
| 22 |                   | Pedro Varela (1837–1906)              | 1875. január 22.     | 1876. március 10.                            | Colorado    | A Közgyűlés nevezte ki. Államcsínnyel lemondásra kényszerítették.                                                    |
| –  |                   | Lorenzo Latorre (1844–1916)           | 1876. március 10.    | 1879. március 1.                             | Colorado    | Ideiglenes Kormányzóként átvette a hatalmat.                                                                         |
| 26 | 1879. március 1.  | Lorenzo Latorre (1844–1916)           | 1880. március 15.    | Lemondott.                                   | Colorado    | |
| 27 |                   | Francisco Antonino Vidal (1825–1889)  | 1880. március 15.    | 1882. március 1.                             | Colorado    | Uruguay Közgyűlése nevezte ki elnökké, hogy kitöltse az 1879–1883-as elnöki periódust. Lemondott.                    |
| 28 |                   | Máximo Santos (1847–1889)             | 1882. március 1.     | 1886. március 1.                             | Colorado    | Uruguay Közgyűlése nevezte ki négy évre.                                                                             |
| 27 |                   | Francisco Antonino Vidal (1825–1889)  | 1886. március 1.     | 1886. május 24.                              | Colorado    | Lemondott. |
| 28 |                   | Máximo Santos (1847–1889)             | 1886. május 24.      | 1886. november 18.                           | Colorado    | A Szenátus elnökeként gyakorolta a végrehajtó hatalmat is. Lemondott.                                                |
| 29 |                   | Máximo Tajes (1852–1912)              | 1886. november 18.   | 1890. március 1.                             | Colorado    | Uruguay Közgyűlése nevezte ki elnökké, hogy kitöltse az 1886–1890-es elnöki periódust.                               |
| 30 |                   | Julio Herrera y Obes (1841–1912)      | 1890. március 1.     | 1894. március 1.                             | Colorado    | |
| 31 |                   | Duncan Stewart (1833–1923)            | 1894. március 1.     | 1894. március 21.                            | Colorado    | A Szenátus elnökeként gyakorolta a végrehajtó hatalmat is.                                                           |
| 32 |                   | Juan Idiarte Borda (1844–1897)        | 1894. március 21.    | 1897. március 25.                            | Colorado    | Meggyilkolták. |
| 33 |                   | Juan Lindolfo Cuestas (1837–1905)     | 1897. augusztus 25.  | 1898. február 10.                            | Colorado    | A Szenátus elnökeként gyakorolta a végrehajtó hatalmat is.                                                           |
| 33 | 1898. február 10. | Juan Lindolfo Cuestas (1837–1905)     | 1899. február 15.    | Önállamcsíny után de facto elnök. Lemondott. | Colorado    | |
| 34 |                   | José Batlle y Ordóñez (1856–1929)     | 1899. február 15.    | 1899. március 1.                             | Colorado    | A Szenátus elnökeként gyakorolta a végrehajtó hatalmat is.                                                           |
| 33 |                   | Juan Lindolfo Cuestas (1837–1905)     | 1899. március 1.     | 1903. március 1.                             | Colorado    | |
| 34 |                   | José Batlle y Ordóñez (1856–1929)     | 1903. március 1.     | 1907. március 1.                             | Colorado    | |
| 35 |                   | Claudio Williman (1861–1934)          | 1907. március 1.     | 1911. március 1.                             | Colorado    | |
| 34 |                   | José Batlle y Ordóñez (1856–1929)     | 1911. március 1.     | 1915. március 1.                             | Colorado    | |
| 36 |                   | Feliciano Viera (1872–1927)           | 1915. március 1.     | 1919. március 1.                             | Colorado    | |

### Uruguayi Keleti Köztársaság (1919–jelen)
Uruguay 1918. évi Alkotmánya hatályba lépett. Az Alkotmány szerint az Elnököt közvetlenül választják meg, öt éves időszakra. Egy személy többször is megválasztható, de nem lehetséges azonnali újraválasztás.
| №  | Elnök                             | Elnök                                | Hivatal kezdete     | Hivatal vége                                                   | Párt                              | Alelnök, ill. megjegyzés |
| -- | --------------------------------- | ------------------------------------ | ------------------- | -------------------------------------------------------------- | --------------------------------- | --- |
| 37 |                                   | Baltasar Brum (1883–1933)            | 1919. március 1.    | 1923. március 1.                                               | Colorado                          | Az Elnök a Nemzeti Adminisztratív Tanács mellett működött. Annak elnöke: - 1921. március 1. – 1923. március 1.: José Batlle y Ordóñez   |
| 38 |                                   | José Serrato (1868–1960)             | 1923. március 1.    | 1927. március 1.                                               | Colorado                          | Az Elnök a Nemzeti Adminisztratív Tanács mellett működött. Annak elnöke: - 1925. március 1. – 1927. március 1.: Luis Alberto de Herrera |
| 39 |                                   | Juan Campisteguy (1859–1937)         | 1927. március 1.    | 1931. március 1.                                               | Colorado                          | Az Elnök a Nemzeti Adminisztratív Tanács mellett működött. Annak elnöke: - 1929. március 1. – 1931. március 1.: Baltasar Brum           |
| 40 |                                   | Gabriel Terra (1873–1942)            | 1931. március 1.    | 1933. március 31.                                              | Colorado                          | Az Elnök a Nemzeti Adminisztratív Tanács mellett működött. Annak elnöke: - 1933. március 1. – 1933. március 31.: Antonio Rubio Pérez    |
| 40 | 1933. március 31.                 | Gabriel Terra (1873–1942)            | 1934. május 18.     | Önpuccsal de facto elnök.                                      | Colorado                          | |
| 40 | 1934. május 18.                   | Gabriel Terra (1873–1942)            | 1938. június 19.    | Ideiglenes elnök. Alfredo Navarro                              | Colorado                          | |
| 41 |                                   | Alfredo Baldomir (1884–1948)         | 1938. június 19.    | 1942. február 21.                                              | Colorado                          | Önpuccs után de facto elnök. César Charlone                                                                                             |
| –  | 1942. február 21.                 | Alfredo Baldomir (1884–1948)         | 1943. március 1.    |                                                                | Colorado                          | Önpuccs után de facto elnök. César Charlone                                                                                             |
| 42 |                                   | Juan José de Amézaga (1881–1956)     | 1943. március 1.    | 1947. március 1.                                               | Colorado                          | Alberto Guani |
| 43 |                                   | Tomás Berreta (1875–1947)            | 1947. március 1.    | 1947. augusztus 2.                                             | Colorado                          | Meghalt hivatalában. Luis Batlle Berres                                                                                                 |
| 44 |                                   | Luis Batlle Berres (1897–1964)       | 1947. augusztus 2.  | 1951. március 1.                                               | Colorado                          | Berreta halála után, alelnökként átvette az elnökséget. Alfeo Brum                                                                      |
| 45 |                                   | Andrés Martínez Trueba (1884–1959)   | 1951. március 1.    | 1952. március 1.                                               | Colorado                          | Az elnöki beosztást az uruguayi Nemzeti Kormányzó Tanács vette át.                                                                      |
| 46 |                                   | Nemzeti Kormányzó Tanács 1952–55     | 1952. március 1.    | 1955. március 1.                                               | Colorado                          | A Nemzeti Kormányzó Tanács vezetője az elnök lett: - 1952. március 1. – 1955. március 1.: Andrés Martínez Trueba                        |
| 47 |                                   | Nemzeti Kormányzó Tanács 1955–59     | 1955. március 1.    | 1959. március 1.                                               | Colorado                          | A Nemzeti Kormányzó Tanácsot az Elnök vezette, éves rotációs alapon: - 1958. március 1. – 1959. március 1.: Carlos Fischer              |
| 48 |                                   | Nemzeti Kormányzó Tanács 1959–63     | 1959. március 1.    | 1963. március 1.                                               | National                          | A Nemzeti Kormányzó Tanácsot az Elnök vezette, éves rotációs alapon: - 1962. március 1. – 1963. március 1.: Faustino Harrison           |
| 49 |                                   | Nemzeti Kormányzó Tanács 1963–67     | 1963. március 1.    | 1967. március 1.                                               | National                          | A Nemzeti Kormányzó Tanácsot az Elnök vezette, éves rotációs alapon: - 1966. március 1. – 1967. március 1.: Alberto Héber Usher         |
| 50 |                                   | Óscar Diego Gestido (1901–1967)      | 1967. március 1.    | 1967. december 6.                                              | Colorado                          | Jorge Pacheco Areco |
| 51 |                                   | Jorge Pacheco Areco (1920–1998)      | 1967. december 6.   | 1972. március 1.                                               | Colorado                          | Gestido alelnöke, az elnök halála után átvette az elnökséget. Alberto Abdala                                                            |
| 52 |                                   | Juan María Bordaberry (1928–2011)    | 1972. március 1.    | 1973. június 27.                                               | Colorado                          | Jorge Sapelli |
| 52 | 1973. június 27.                  | Juan María Bordaberry (1928–2011)    | 1976. június 12.    | Katonai puccs, az 1973 és 1985 között tartó diktatúra kezdete. | Colorado                          | |
| 53 |                                   | Alberto Demicheli (1896–1980)        | 1976. június 12.    | 1976. szeptember 1.                                            | Colorado                          | — |
| 54 |                                   | Aparicio Méndez (1904–1988)          | 1976. szeptember 1. | 1981. szeptember 1.                                            | Nemzeti                           | — |
| 55 |                                   | Gregorio Conrado Álvarez (1925–2016) | 1981. szeptember 1. | 1985. február 12.                                              | Hadsereg                          | — |
| 56 |                                   | Rafael Addiego Bruno (1923–2014)     | 1985. február 12.   | 1985. március 1.                                               | Civic Union                       | — |
| 57 |                                   | Julio María Sanguinetti (1936–)      | 1985. március 1.    | 1990. március 1.                                               | Colorado Párt (Partido Colorado)  | Enrique Tarigo |
| 58 |                                   | Luis Alberto Lacalle (1941–)         | 1990. március 1.    | 1995. március 1.                                               | Nemzeti Párt (Partido Nacional)   | Gonzalo Aguirre |
| 59 |                                   | Julio María Sanguinetti (1936–)      | 1995. március 1.    | 2000. március 1.                                               | Colorado Párt (Partido Colorado)  | Hugo Batalla 1995–1998 |
| 59 | Hugo Fernández Faingold 1998–2000 | Julio María Sanguinetti (1936–)      | 1995. március 1.    | 2000. március 1.                                               | Colorado Párt (Partido Colorado)  | |
| 60 |                                   | Jorge Batlle (1927–2016)             | 2000. március 1.    | 2005. március 1.                                               | Colorado Párt (Partido Colorado)  | Luis Hierro López |
| 61 |                                   | Tabaré Vázquez (1940–2020)           | 2005. március 1.    | 2010. március 1.                                               | Széles Összefogás (Frente Amplio) | Rodolfo Nin Novoa |
| 62 |                                   | José Mujica (1935–2025)              | 2010. március 1.    | 2015. március 1.                                               | Széles Összefogás (Frente Amplio) | Danilo Astori |
| 63 |                                   | Tabaré Vázquez (1940–2020)           | 2015. március 1.    | 2020. március 1.                                               | Széles Összefogás (Frente Amplio) | Raúl Fernando Sendic Rodríguez 2015–2017                                                                                                |
| 63 | Lucía Topolansky 2017–2020        | Tabaré Vázquez (1940–2020)           | 2015. március 1.    | 2020. március 1.                                               | Széles Összefogás (Frente Amplio) | |
| 64 |                                   | Luis Lacalle Pou (1973–)             | 2020. március 1.    | Hivatalban                                                     | Nemzeti Párt (Partido Nacional)   | Beatriz Argimón |